# 尼科利斯克區 (沃洛格達州)
尼科利斯克区（俄语：Никольский район）是俄罗斯联邦沃洛格达州下辖的一个区，其行政中心为尼科利斯克。据2016年统计，该区的人口为20297人。